# Norbert Rogosz
Norbert Rogosz – polski historyk, dr hab. nauk humanistycznych, adiunkt Instytutu Historii Wydziału Nauk Społecznych Uniwersytetu Śląskiego.

## Życiorys
W 1979 ukończył studia historyczne w Uniwersytecie Śląskim w Katowicach. Pracę magisterską Wojna domowa lat 49–48 w ujęciu propagandy cezariańskiej, w oczach Cycerona i w naświetleniu nauki współczesnej, napisał pod kierunkiem doc. dr. hab. Andrzeja Kunisza, uzyskując dyplom z wyróżnieniem. 31 maja 1988 obronił pracę doktorską Polityczna rola trybunatu ludowego w schyłkowym okresie Republiki Rzymskiej (78–70 r. p.n.e.), 15 lutego 2005 habilitował się na podstawie pracy zatytułowanej Polityczna rola senatu w Republice Rzymskiej w latach 59–55. Piastował stanowisko adiunkta w Instytucie Historii na Wydziale Nauk Społecznych Uniwersytetu Śląskiego.